# El Potrero (Veraguas)
El Potrero è un comune (corregimiento) della Repubblica di Panama situato nel distretto di Calobre, provincia di Veraguas. Si estende su una superficie di 42,7 km² e conta una popolazione di 635 abitanti (censimento 2010).